# جمال عزمي باشا
جمال عزمي باشا (بالتركية: Cemal Azmi Bey) هو سياسي عثماني، تولى منصب والي طرابزون.

## مناصبه
تولى المناصب التالية:
- والي طرابزون